# Farne-eilanden
De Farne-eilanden (Engels: Farne Isles, ook de Farnes) is een groep Engelse eilanden buiten de kust van Northumberland. Er zijn 15 tot 28 eilanden, afhankelijk van de getijden. Ze liggen op 2,5 tot 7,5 km van het vasteland.

## Geografie
De Farne-eilanden worden onderverdeeld in twee groepen: de binnenste en de buitenste eilandengroep. De belangrijkste eilanden van de binnenste groep, die het dichtst bij het vasteland ligt, zijn Inner Farne, Knoxes Reef en de East en West Wideopens. Bij laagtij vormen de vier eilandjes samen één groot eiland. Ook Megstone wordt tot de binnenste eilandengroep gerekend, maar ook bij laagtij is dit nog steeds een apart eiland. Op Inner Farne ligt het hoogste punt van de eilandengroep, op 19 meter boven zeeniveau.
De belangrijkste eilanden in de buitenste eilandengroep zijn Staple Island, Brownsman, North en South Wamses, Big Harcar en Longstone. De binnenste en buitenste eilanden worden van elkaar gescheiden door Staple Sound.

## Geschiedenis
De vroegst bekende bewoners waren verschillende Culdees, die de oude Keltische traditie van eilandkluizenarij volgden. De eerste bij naam bekende bezoeker was de H. Aidan, gevolgd door de H. Cuthbertus. Deze werd later bisschop van Lindisfarne, maar keerde nadien terug naar de eenzaamheid van de eilanden en stierf er ook in 687. Cuthbertus voerde al in 676 bijzondere wetten in om de eidereenden te beschermen.

## Vogels

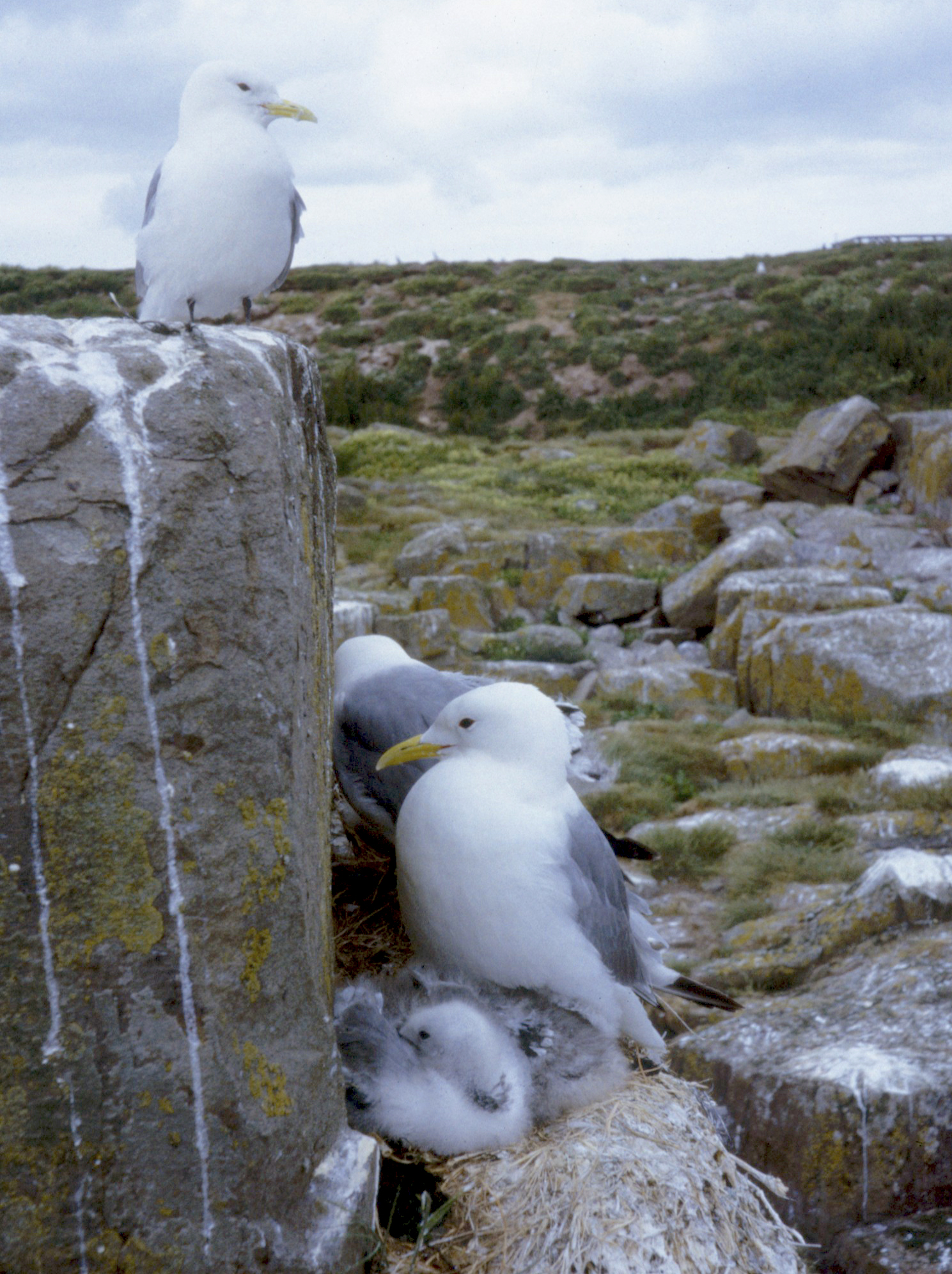
Broedende drieteenmeeuwen op de Farne-eilanden

Ook tegenwoordig worden de Farne-eilanden nog gekenmerkt door de zeldzame vogels die hier broeden. De noordse stern en de visdief komen er het meest voor. Tussen de rotsen broeden verder aalscholvers, de noordse stormvogel, de zeekoet, de gewone alk en de drieteenmeeuw. Meer landinwaarts leven papegaaiduikers en eidereenden.

## Vuurtorens

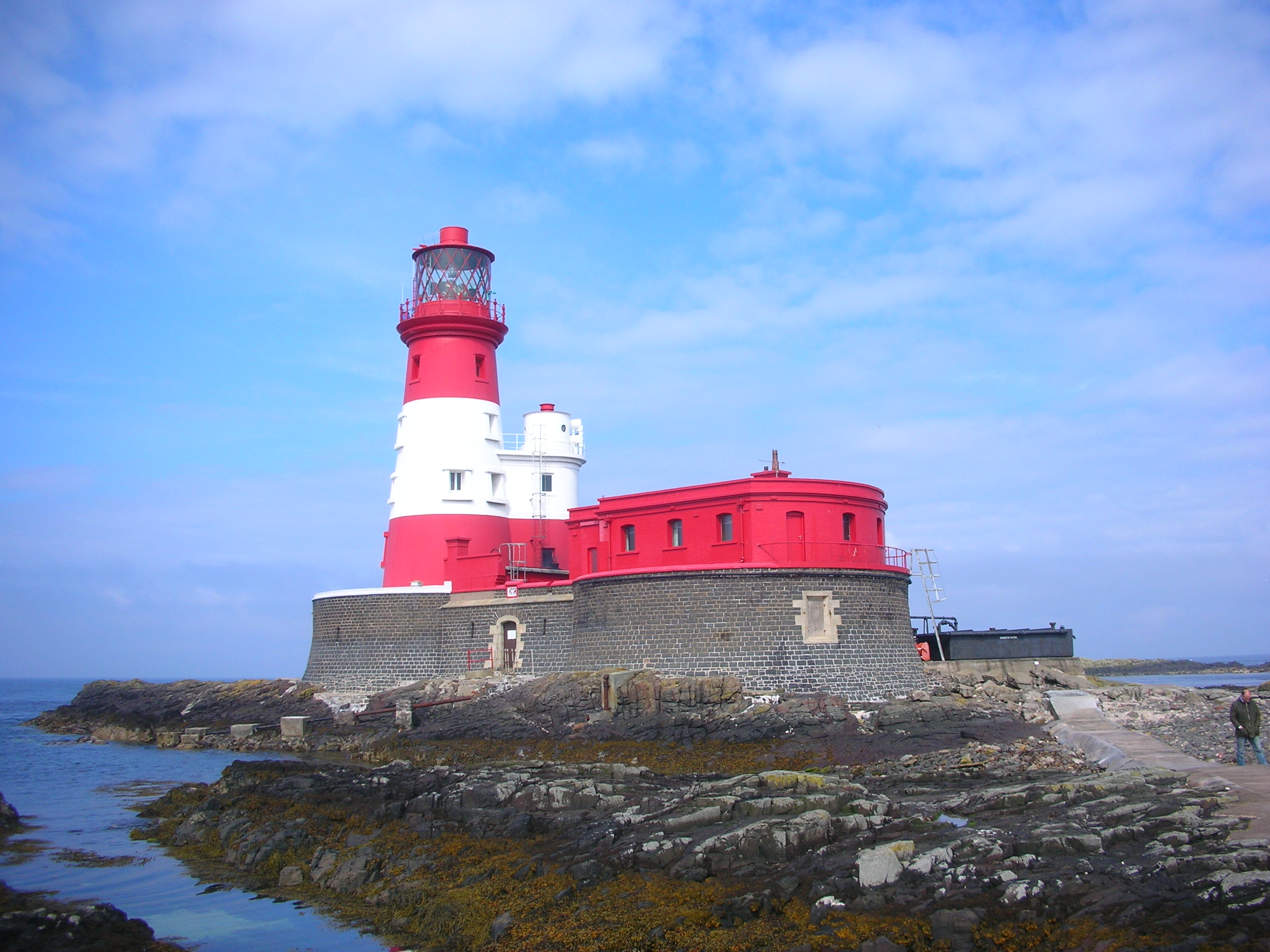
Vuurtoren van Longstone

Verder staan de Farne-eilanden bekend om de oude vuurtorens die men daar aantreft. De vuurtoren van Inner Farne stamt uit 1809 (voor die tijd werd op de toren van het Prior Castle uit 1370 bij noodweer een vuur ontstoken).
Ook Longstone heeft een karakteristieke, rood met witte vuurtoren. Volgens een oud verhaal zou Grace Darling, de dochter van de vuurtorenwachter van Longstone, in 1838 tijdens hevig noodweer samen met haar vader naar Harcar zijn geroeid om daar 15 mannen te redden van een schip dat op het punt stond te zinken.
Op Staple Island en Brownstone zijn de vuurtorens niet meer in gebruik, wel staan daar nog ruïnes van vuurtorens uit vroeger tijd.